# Villavieja del Cerro
Villavieja del Cerro es una localidad y pedanía del municipio español de Tordesillas, perteneciente a la provincia de Valladolid, en la comunidad autónoma de Castilla y León.

## Geografía
Está enclavada en las últimas estribaciones al sur de los montes Torozos. Se encuentra a los pies del Cerro de San Juan, que da apellido a la localidad.

## Historia
Durante la Edad Media estaba integrada en la Merindad del Infantazgo de Valladolid (en castellano antiguo citada como: Meryndat del Infantadgo de Ualladolid) una división administrativa de la Corona de Castilla, cuya descripción figura en el libro Becerro de las Behetrías de Castilla, redactado por las Cortes de Valladolid de 1351, cuando el estamento de los hidalgos solicitó al rey Pedro I la desaparición de las behetrías mediante su conversión en tierras solariegas. 
Así se describe a Villavieja del Cerro en la página 306 del tomo XVI del Diccionario geográfico-estadístico-histórico de España y sus posesiones de Ultramar, obra impulsada por Pascual Madoz a mediados del siglo XIX:

VILLAVIEJA

Lugar con ayuntamiento en la provincia, audiencia territorial, capitanía general y diócesis de Valladolid (5 leguas), partido judicial de La Mota del Marqués (2 1/2).
Situado al pie de unos cerros, con buena ventilación y clima sano.
Tiene 134 casas; escuela de instrucción primaria, pagada de los fondos públicos; una fuente de buenas aguas; una iglesia parroquial servida por un cura y un sacristán.
Confina el término con los de Bercero, Torrecilla del Río, Tordesillas y Velilla.
El terreno es de secano y de mediana calidad.
Caminos: los locales y la carretera de Madrid a Galicia.
El correo se recibe y despacha en Tordesillas.
Producciones: cereales, legumbres, zumaque y vino.
Industria: la agrícola, la fabricación de aguardiente y el tejido de lienzos ordinarios.
Población: 91 vecinos, 341 almas.

Capital productivo: 941.700 reales. Imponible: 94.170.

Hasta la reforma de la nomenclatura municipal de 1916 el municipio se llamaba simplemente Villavieja. En dicha fecha su nombre fue modificado por el de Villavieja del Cerro. En el censo de 1930 el municipio de Villavieja del Cerro había desaparecido, al ser absorbido por el de Tordesillas.

## Demografía
| Gráfica de evolución demográfica de Villavieja del Cerro entre 1842 y 1920 |
| |
| Población de derecho según los censos de población del INE Población de hecho según los censos de población del INEEn estos censos se denominaba Villavieja: 1842, 1857, 1860, 1877, 1887, 1897, 1900 y 1910 Entre el censo de 1930 y el anterior, este municipio desaparece porque se integra en el municipio 47165 (Tordesillas) |

## Fiestas
Las fiestas patronales son el 5 de febrero.